# Каталей, Василий Васильевич
Василий Васильевич Каталей (1816—1877) — российский генерал, участник русско-турецкой войны 1877—1878 гг.

## Биография
Происходил из обер-офицерских детей; родился в селе Плоское Нежинского уезда (теперь Носовский район Черниговской области).
Учился в Нежинском лицее, который окончил в 1835 году (вместе с А. Афанасьевым и Н. Миклухой). В 1836 году поступил юнкером в Якутский пехотный полк; произведён в прапорщики 26 июня 1838 года.
В 1860 году произведён в полковники и назначен командиром Днепровского пехотного полка. Затем командовал полками: Кексгольмским гренадерским Императора Австрийского и Лейб-гвардии Литовским.
В 1864 году (19 апреля) В. В. Каталей был произведён в генерал-майоры, 30 августа 1869 года зачислен в Свиту его величества и назначен исполняющим дела начальника местных войск Казанского военного округа, а в 1872 году перемещён на такую же должность в Петербургский военный округ; 13 мая 1873 года произведён в генерал-лейтенанты.
С апреля 1875 г. состоял ещё членом Главного комитета по устройству и образованию войск. Каталею принадлежит ряд статей в «Военном сборнике» и «Русском инвалиде» по вопросам образования и воспитания войск.
При сформировании в конце 1876 года действующей армии В. В. Каталей был назначен начальником её военных сообщений, а в марте следующего года перемещён на должность начальника 3-й гвардейской пехотной дивизии, во главе которой принял участие в обложении Плевны и отражении прорыва из неё турок 28 ноября. При преследовании турок, отступавших от Араб-Конака, Шандорника и Ташкисена, в декабре 1877 года, следуя верхом во главе роты, шедшей в авангарде, Каталей при селении Марковцы подвергся обстрелу ружейным огнём с дистанции 700 шагов и был убит на месте. Вместе с ним был убит и ехавший рядом командир бригады генерал-майор Д. А. Философов. В столице Болгарии — Софии, был установлен памятник погибшим генералам.
Похоронен в родовом поместье, селе Плоское.

## Награды
- орден Св. Владимира 3-й ст. (1864)
- орден Св. Станислава 1-й ст. (1865)
- орден Св. Анны 1-й ст. (1866) с императорской короной к ордену (1871)
- Майорат в Царстве Польском (1869)